# Барлоу, Мэтью
Мэтью Барлоу (англ. Matthew Barlow; род. 10 марта 1970) — американский рок-музыкант, вокалист группы Iced Earth в периоды (1995—2003, 2008—2011). С 2003 года служит в качестве офицера Делаверского Департамента полиции, имеет звание капрала. Помимо этого основал собственный метал-проект Ashes of Ares.

## История
Барлоу присоединился к Iced Earth после тура Night of The Stormrider с Blind Guardian в Европе заменив Джона Грили. Первый альбом, в котором можно услышать Барлоу, является Burnt Offerings (1995). Барлоу оставил группу в 2003, очень к огорчению многих поклонников. Причиной ухода считают личные переживания, связанные с террористическими атаками 11 сентября в Нью-Йорке. Он оценил свою жизнь и понял, что хотел бы быть полезным «реальному миру» вместо того, чтобы жить иллюзиями "рок-звезды. " Он обратился к Джону Шафферу с этим в конце 2002, но Шаффер, убедил Барлоу остаться в группе. Когда группа записывала The Glorious Burden (2004), Шаффер решил, что вокал Барлоу не был таким, каким он хотел его слышать; он полагал, что не было той страсти и мощи в вокале, которыми был знаменит Барлоу. Поэтому он решает отпустить Барлоу и пригласить Тима Оуэнса, бывшего солиста Judas Priest.
Барлоу стал офицером полиции в полицейском управлении Джорджтауна, Делавэр. Он был также вокалистом в The First State Force Band, в которую входили сотрудники из различных департаментов Делавэра. Группа выступала в основном в школах, продвигая высокие моральные ценности через музыку.
13 апреля 2007 Барлоу возвратился к музыке более плотно в качестве нового вокалиста датской прогрессивной метал-группы Pyramaze. Барлоу принял предложение присоединиться к Pyramaze, потому что была возможность совмещать музыкальную сцену со своей основной работой в полиции.
Однако, 11 декабря 2007, было объявлено, что Барлоу официально воссоединился с Iced Earth и будет петь на The Crucible of Man (Something Wicked Part 2) и последующих альбомах. Pyramaze подтвердили, что Барлоу останется с ними для записи альбома «Immortal», но профессиональные отношения на этом заканчиваются.
3 марта 2011 Мэтт Барлоу объявил что снова покинет Iced Earth после того, как группа закончит свои европейские фестивальные шоу. Причинами он называет обязательства перед его семьей и невозможность совершать долгие поездки в турне с Iced Earth. 6 августа Барлоу выступил на своём прощальном шоу в Iced Earth на всемирно известном фестивале Wacken Open Air, где перед многотысячной аудиторией объявил о своём уходе.
26 июня 2012 на своей странице Facebook Барлоу объявил о создании новой группы под названием Ashes Of Ares с бывшим басистом Iced Earth Фредди Видэйлсом и, бывшим барабанщиком Nevermore Ван Уильямсом. Также на YouTube были выложены два короткометражных видео. Группа подписала контракт с лейблом Nuclear Blast и записала одноименный альбом, выпущенный 6 сентября 2013 года.
В мае 2013 Барлоу записал партии вокала для американской пауэр-метал группы Artizan’s в альбоме Ancestral Energy.

## Дискография
Iced Earth
- 1995: Burnt Offerings
- 1996: The Dark Saga
- 1997: Days Of Purgatory 2CD
- 1998: Something Wicked This Way Comes
- 1999: Alive In Athens 3CD
- 1999: The Melancholy E.P.
- 2001: Horror Show
- 2002: Tribute To The Gods
- 2008: I Walk Among You CDS
- 2008: The Crucible Of Man: Something Wicked Part 2
- 2011: Festivals Of The Wicked

Ashes of Ares
- 2013: Ashes of Ares